# Glyptothorax sinensis
Glyptothorax sinensis is een straalvinnige vissensoort uit de familie van de zuigmeervallen (Sisoridae). De wetenschappelijke naam van de soort is voor het eerst geldig gepubliceerd in 1908 door Regan.

## Verspreiding
De vis komt voor in India, Myanmar en China.